# Solidarismo
Il termine solidarismo genericamente esprime un comportamento, individuale o collettivo, di aiuto e sostegno, morale o materiale, nei confronti di altri.
In particolare il solidarismo può rappresentare una tendenza sociale a costruire concretamente un organismo economico basato sulla solidarietà.
Una forma di solidarismo è la cooperazione internazionale dove più stati sovrani operano congiuntamente in progetti a favore di altri paesi svantaggiati o in iniziative di sviluppo economico o industriale.
Tra le forme di solidarismo quello cristiano, teorizzato dal gesuita ed economista tedesco Heinrich Pesch (1854-1926), vuole realizzare un sistema fondato su valori morali di solidarietà sociale dove gli individui pongano in secondo piano i loro interessi privati a favore di quelli collettivi.
In Italia gli economisti ottocenteschi teorici del solidarismo sostengono che il progresso sociale si debba realizzare con la collaborazione tra le classi in una visione che richiama il pensiero di Saint-Simon.
L'elaborazione di una teoria scientifica del solidarismo fa capo in Italia all'economista cattolico Guido Menegazzi, professore universitario a Pisa e Verona, che iniziò l'elaborazione del suo pensiero a partire dalla crisi del 1929 e successivamente sviluppandolo con le sue osservazioni sul sistema corporativistico fascista considerato efficiente solo a condizione che non fosse inficiato dall'intervento dello Stato.
Secondo Menegazzi l'attività umana allo scopo di realizzare un solidarismo organico e razionale si deve svolgere secondo una gerarchia di valori che hanno al primo posto l'azione spirituale e a seguire quella umano-politica, economica e infine finanziaria. Se quest'ordine viene capovolto l'intero sistema si disgrega.
Il solidarismo di Menegazzi si collega ai valori spirituali presenti nel pensiero sociale cattolico:
In particolare per Menegazzi il solidarismo ha modo di realizzarsi nell'ambito aziendale dove «i portatori dei fattori produttivi esplicano funzioni integrantisi vicendevolmente» attuando così «il passaggio dall'azienda alla comunità di lavoro o comunità solidaristica dei produttori».
Convinzione questa la sua che trova riscontro nella dottrina sociale cattolica: